# Witold Balcerowski
Witold Balcerowski (ur. 10 sierpnia 1935 w Pińsku, zm. 9 listopada 2001) – polski szachista, mistrz FIDE od 1983 roku.

## Kariera szachowa
Balcerowski zaczął trenować szachy w wieku piętnastu lat. Rozwojem jego talentu zajął się Kazimierz Makarczyk. W 1952 r. zdobył tytuł mistrza Polski juniorów, jednak następne kilka lat poświęcił na zdanie matury i wyższe studia. W latach 1953–1956 startował w półfinałach mistrzostw Polski (1953 r. Częstochowa – 7 miejsce; 1955 r. Łódź – 5 miejsce; 1956 r. Kielce – 11 miejsce), ale dopiero w 1959 r. 2–3 miejsce daje mu awans do finału. Do czołówki polskich szachistów awansował na początku lat 60. Reprezentował Polskę w rozgrywkach drużynowych, m.in. trzykrotnie na olimpiadach szachowych (w latach 1962, 1964, 1966). W latach 1960–1972 jedenastokrotnie awansował do finałów indywidualnych mistrzostw Polski, dwukrotnie zdobywając złote medale (Poznań 1962, Lublin 1965). Brał udział w kilkunastu meczach międzypaństwowych i turniejach międzynarodowych, najlepszy rezultat uzyskując w Polanicy-Zdroju w 1963 r. (memoriał Akiby Rubinsteina, IV miejsce). Innym jego sukcesem było dzielone II-V miejsce w Lublinie w 1968 roku.
W latach 1954–1977 zdobył dziesięć medali drużynowych mistrzostw Polski, w tym złoty, w 1965 r. w Krakowie, w barwach klubu Start Łódź.
Według retrospektywnego systemu Chessmetrics, najwyżej sklasyfikowany był w kwietniu 1965 r., zajmował wówczas 207. miejsce na świecie.